# 쿠웨이트 요리

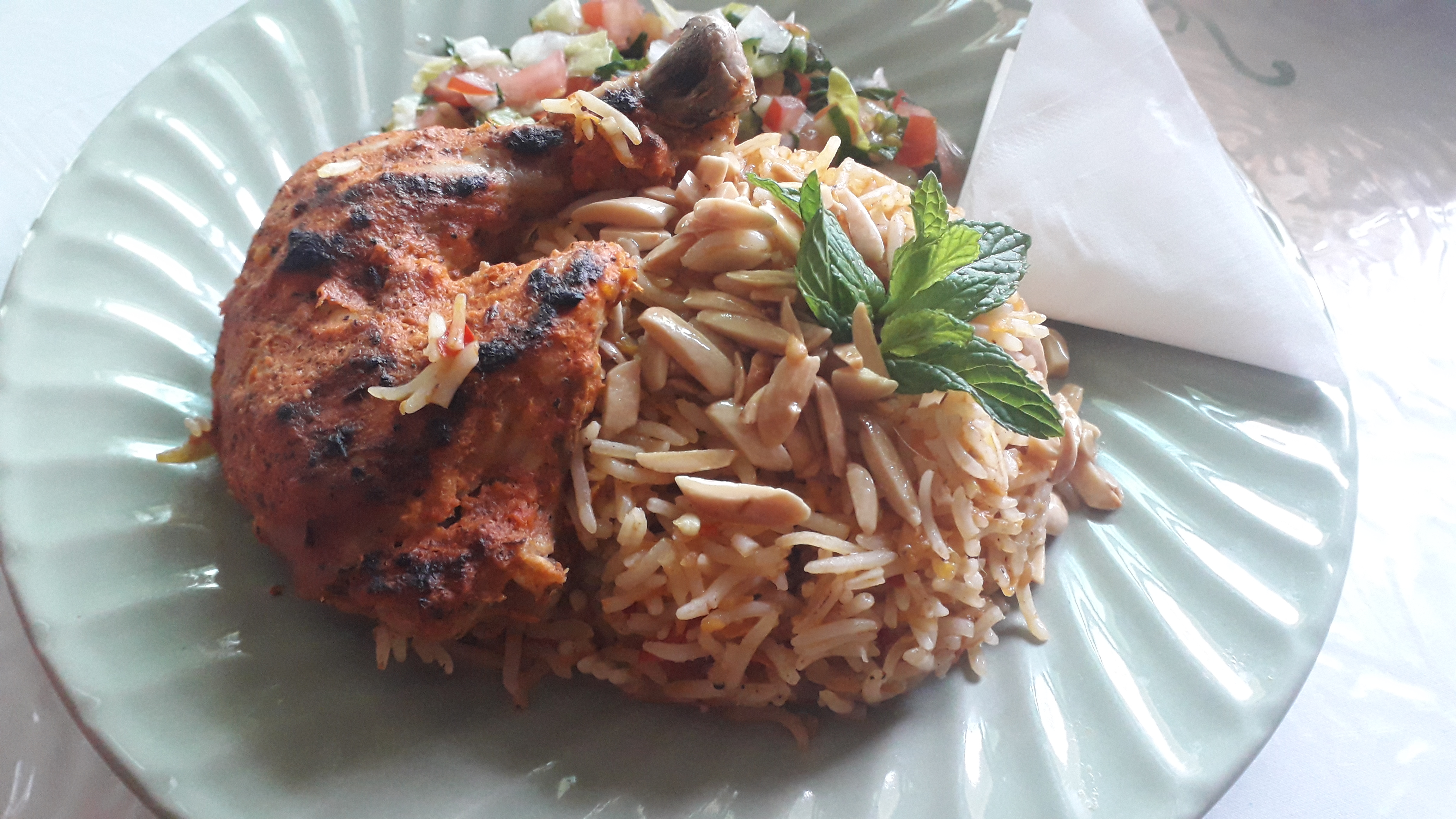
마츠부스

쿠웨이트 요리(Kuwait 料理, 아랍어: مطبخ كويتي 마트바크 쿠와이티이[*])는 서남아시아에 있는 쿠웨이트의 요리이다. 쿠웨이트에서 음식은 아주 중요한 부분을 차지한다. 쿠웨이트의 전통 음식으로는 마츠부라고 하는 것이 있는데 생선이나 닭고기 혹은 양고기와 쌀을 섞은 요리로 인도나 파키스탄 요리와 흡사하다. 많은 식당들이 인도식과 쿠웨이트 식의 음식을 판다.
조리할 때는 커리 소스나 기타 재료를 첨가해서 먹기도 한다. 서구식의 조리 기구를 쓰기도 하지만 아랍 문화에서 보는 것처럼 손으로 먹는 것이 오래전부터 관습이다. 한 가지 쿠웨이트인의 식습관이 있다면 음식은 언제나 푸짐하게 차려서 먹어야 한다고 쿠웨이트 인들이 생각하기 때문에 손님을 초대해서 상다리가 휘어지게 음식을 내오는 것은 보통 가정에서도 흔한 일이라고 한다.

## 음식

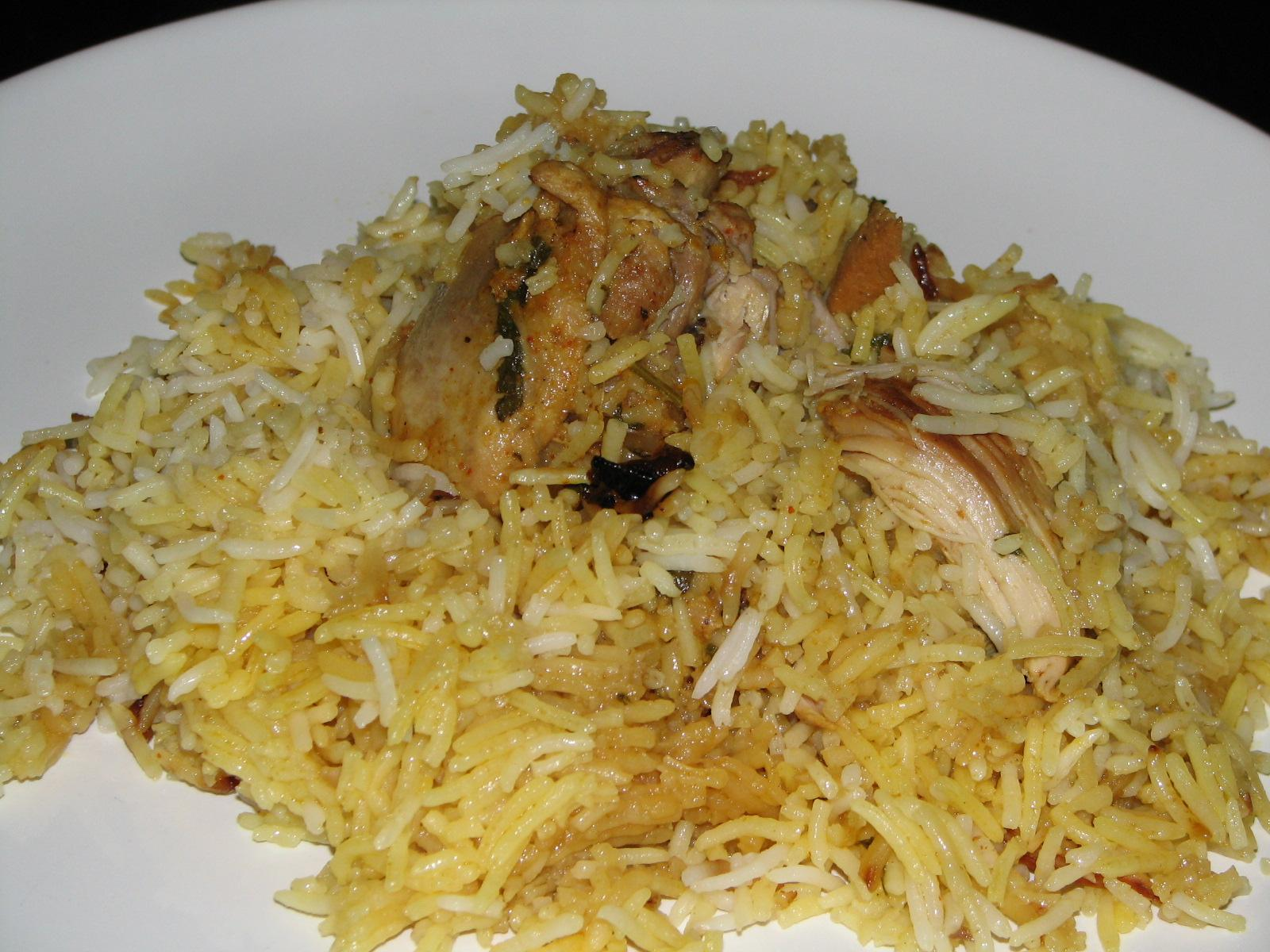
비리야니

- 비리아니
- 하리스
- 하비스
- 캅사
- 마야와
- 마끌루바
- 꾸지
- 잘레비

## 같이 보기
- 아랍 요리
- 아시아 요리
- 중동 요리